# 2. Feldhockey-Bundesliga 2019–21 (Damen)
Die Saison 2019–21 der 2. Bundesliga Damen startete am 7. September 2019. Aufgrund der COVID-19-Pandemie wurde die ursprünglich für 2019/20 angesetzte Saison bis Mai 2021 verlängert und schließlich abgebrochen.

## Tabellen
Legende:

(A) Absteiger aus der 1. Bundesliga

(N) Aufsteiger aus der Regionalliga

 Aufsteiger in die 1. Bundesliga

 Absteiger in die Regionalliga

| Platz | Club                    | Spiele | Tore  | Punkte |
| ----- | ----------------------- | ------ | ----- | ------ |
| 1.    | Club Raffelberg         | 18     | 44:11 | 49     |
| 2.    | Bremer HC (A)           | 18     | 47:22 | 38     |
| 3.    | Eintracht Braunschweig  | 18     | 29:26 | 27     |
| 4.    | Crefelder HTC           | 18     | 26:27 | 26     |
| 5.    | Bonner THV              | 18     | 33:27 | 24     |
| 6.    | Hamburger Polo Club (N) | 18     | 21:23 | 24     |
| 7.    | TG Heimfeld (N)         | 18     | 19:25 | 21     |
| 8.    | Kölner HTC Blau-Weiss   | 18     | 25:31 | 20     |
| 9.    | Klipper THC             | 18     | 19:28 | 17     |
| 10.   | ETUF Essen (N)          | 18     | 13:56 | 6      |

| Platz | Club                 | Spiele | Tore  | Punkte |
| ----- | -------------------- | ------ | ----- | ------ |
| 1.    | TuS Lichterfelde     | 16     | 43:11 | 45     |
| 2.    | TSV Mannheim (A)     | 18     | 50:15 | 43     |
| 3.    | Nürnberger HTC       | 17     | 33:14 | 31     |
| 4.    | Bietigheimer HTC     | 17     | 27:30 | 25     |
| 5.    | Feudenheimer HC      | 18     | 22:26 | 25     |
| 6.    | TSV Schott Mainz (N) | 18     | 24:26 | 22     |
| 7.    | TC Blau-Weiss        | 18     | 14:29 | 17     |
| 8.    | TuS Obermenzing      | 17     | 17:37 | 16     |
| 9.    | HG Nürnberg (N)      | 17     | 13:23 | 14     |
| 10.   | ATV Leipzig (N)      | 16     | 19:51 | −1W    |

Stand: Ende der Hauptrunde mit Hin- und Rückspiel
W Wertung: −9 Punkte aufgrund von Nichtantreten zu den Spielen 860, 869 und 878
Die Saison wurde am 15. Mai 2021 abgebrochen, da aufgrund von unterschiedlichen Beschlüssen der deutschen Bundesländer der Spielbetrieb teils stark eingeschränkt oder komplett verboten war. Als Aufsteiger wurden die beiden erstplatzierten Clubs nach Hin- und Rückrunde (also nach 18 Spieltagen) festgelegt. Der Auf- und Abstieg zwischen Regionalliga und 2. Bundesliga wurde ausgesetzt.